# الكوف السفلي (البحري)
الكوف السفلي هو دُوَّار يقع بجماعة عليين، إقليم تطوان، جهة طنجة تطوان الحسيمة في المملكة المغربية. ينتمي الدوّار لمشيخة البحري التي تضم 4 دواوير. يقدر عدد سكانه بـ 509 نسمة حسب الإحصاء الرسمي للسكان والسكنى لسنة 2004.

## روابط خارجية
- البوابة الوطنية للجماعات الترابية
- المندوبية السامية للتخطيط